# Gamle Bybro
Gamle Bybro (też: Bybroa, z nor. most staromiejski) – most w Trondheim nad rzeką Nidelvą. Łączy południowy koniec ulicy Kjøpmannsgata z zabytkową dzielnicą Bakklandet.
Most został zaprojektowany w 1681 roku przez Johana Caspara von Cicignona w ramach rekonstrukcji centrum Trondheim po pożarze w tym samym roku. Budowę ukończono w 1685 roku. Gamle Bybro wybudowano w bezpośrednim sąsiedztwie dawnego mostu Elgeseter, który w wyniku utraty znaczenia, skazany został na niszczenie i rozpad. Gamle Bybro był mostem o drewnianej konstrukcji, wspartej na trzech kamiennych przyporach. Na jego środku znajdowała się żelazna brama. Służyła ona jako brama miejska Trondheim do 1816. Po obu stronach mostu znajdowały się rogatki, gdzie pobierano myto oraz strażnice (zachodnia istnieje do dziś).
Most przeszedł gruntowną renowację w 1861 roku pod przewodnictwem inżyniera Carla Adolfa Dahla. Uzyskał wówczas obecny kształt, charakterystyczny dla miasta.
Gamle Bybro znany jest również pod nazwą Lykkens portal (Brama szczęścia) za sprawą słów popularnego walca Nidelven stille og vakker du er norweskiego kompozytora Oskara Hoddø.